# Fase española de la Copa de las Regiones UEFA 2003-04
La Fase española de la Copa de las Regiones UEFA 2003-04 fue la cuarta edición del campeonato que sirve para definir el representante de España a la Copa de las Regiones de la UEFA, donde el campeón participa en la edición de 2005.

## Fases

### IV Copa de las Regiones de la UEFA 2003-04
Primera fase

Grupo A (Castilla La Mancha)
| Aragón             | Canarias           | 1-2 |
| País Vasco         | Castilla-La Mancha | 1-0 |
| País Vasco         | Aragón             | 3-1 |
| Castilla-La Mancha | Canarias           | 3-1 |

Se clasifica: País Vasco
Grupo B (Asturias)
| Castilla y León | Asturias  | 0-0 |
| Baleares        | Cantabria | 1-0 |
| Castilla y León | Baleares  | 1-0 |
| Asturias        | Cantabria | 3-0 |

Se clasifica: Asturias
Grupo C (Andalucía)
| Galicia   | Ceuta     | 6-0 |
| Melilla   | Andalucía | 0-6 |
| Melilla   | Galicia   | 1-7 |
| Andalucía | Ceuta     | 5-0 |

Se clasifica: Galicia
Grupo D (Murcia)
| Cataluña | Murcia | 2-3 |
| Cataluña | Madrid | 2-4 |
| Murcia   | Madrid | 2-0 |

Se clasifica: Murcia
Grupo E (Valencia)
| Extremadura  | C.Valenciana | 0-2 |
| Extremadura  | La Rioja     | 1-0 |
| C.Valenciana | La Rioja     | 1-1 |

Se clasifica: Comunidad Valenciana
Fase intermedia
| C.Valenciana | Asturias     | 0-0 |
| Asturias     | C.Valenciana | 3-0 |

Semifinales
| 8 de abril de 2004                     | Asturias | 1-1 (4-3) | Galicia | Ciudad del Fútbol, Las Rozas de Madrid |  |
| Asturias se clasifica por penaltis 4-3 |          |           |         |                                        |  |

| 8 de abril de 2004 | País Vasco | 4-1 | Murcia | Ciudad del Fútbol, Las Rozas de Madrid |  |

Final
| 10 de abril de 2004 | País Vasco | 3-1 | Asturias | Ciudad del Fútbol, Las Rozas de Madrid |  |